# Lonża (jeździectwo)

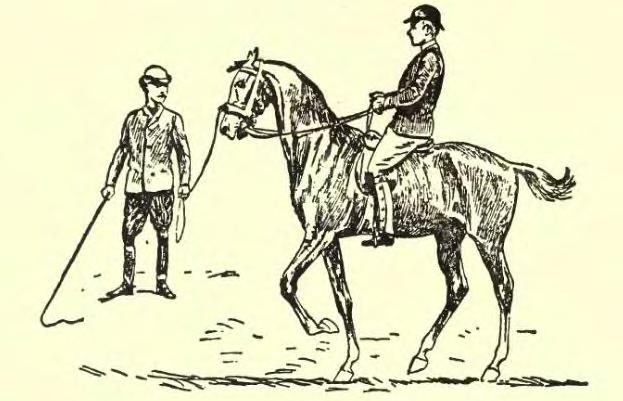
Nauka jazdy na lonży

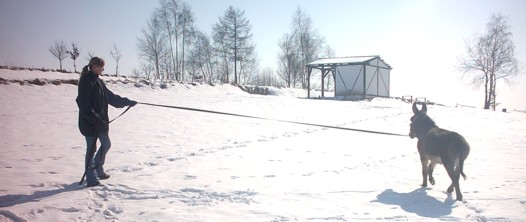
Lonżowanie

Lonża (fr. longe – „linka”, „uździenica”, „rzemień”; z łac. longa – „długa”) – długa, 5-8-metrowa lina, na której prowadzony jest koń (również osioł) podczas lekcji jazdy. Instruktor kontroluje nią konia, aby uczeń mógł skoncentrować się na ćwiczeniu równowagi, wyrabiania dosiadu itp. Lonża służy również do ubezpieczania zawodników woltyżerki, akrobatów cyrkowych oraz w hipoterapii.
Lonża może służyć też do lonżowania konia bez jeźdźca, zamiast jazdy, w celu zapewnienia ruchu koniowi oraz przy ćwiczeniu koni młodych. Lonżowanie konia powinno odbywać się naprzemiennie w obydwu kierunkach, by ćwiczyć równo partie mięśni po obu stronach jego ciała. Ważną pomocą przy lonżowaniu konia jest głos prowadzącego. Niezbędnym akcesorium jest, oprócz lonży, długi bat do lonżowania.
Lonżować – prowadzić konia po obwodzie koła podczas nauki jazdy konnej, ujeżdżania lub treningu lub asekurować akrobatę cyrkowego (sportowca) podczas niebezpiecznych ćwiczeń na lonży.
Lonżowanie konia na drążkach polega na ustawieniu drąga lub drągów po obwodzie koła, tak aby stanowiły przeszkodę do pokonania dla lonżowanego konia. Jest to ćwiczenie dla koni na każdym poziomie zaawansowania, natomiast należy odpowiednio dostosować poziom trudności do umiejętności konia. Takie ćwiczenie można wykonywać w 3 chodach - stępie, kłusie oraz galopie. Jeśli jest ustawiony więcej niż jeden drążek to należy wziąć pod uwagę długość kroku konia (każdy koń ma inne możliwości). Lonżowanie na drążkach jest metodą mającą na celu rozluźnienie i wygimnastykowanie konia. Przyczynia się również do rozbudowania muskulatury konia. Takie ćwiczenia pomagają koniowi odnaleźć swoją równowagę oraz rozwijają umiejętności skupienia na przeszkodzie. Częstym błędem jest ustawianie za trudnych zadań względem umiejętności konia co może powodować nie tylko negatywne emocje jak i niebezpieczne sytuacje dla zdrowia wierzchowca. 